# Бернина (масив)
Вижте пояснителната страница за други значения на Бернина.
Планинският масив Бернина (Bernina) е най-високата част на Ретийските Алпи и на Източните Алпи изобщо. Увенчан е от връх Бернина (4049 м). Това е единственият четирихилядник на изток от Рейн. Намира се на границата между Швейцария и Италия и на вододела между водосборните басейни на Дунав и По.

## Описание
Масивът се разполага между две големи долини: на юг прочутата Валтелина, където тече река Ада, а на север – Енгадин, където тече река Ин. Стратегически проходи го свързват с другите части на Ретийските Алпи – на запад Малоя и Мурета водят до хребета Албула и югозападния масив Брегалия, а на изток е проходът Бернина. Оттам хребетът продължава в посока на втория по височина ретийски масив – Ортлер.
Тази част на Алпите е плътно покрита с ледници, някои от които – доста големи. Представлява хребет в посока от запад на изток, който след това завива на юг и се снижава. Дължината му е 33 км. Освен първенецът Бернина, се открояват няколко по-високи точки. От запад на изток това са Глушайнт, Росег, Арджиент, Дзупо, Палю. Най-висок връх от южното рамо е Скалино.
Масивът се състои от скали образувани през епохите Перм и Карбон – най-вече гранити, диорити и сианити.
През масива преминава една от най-известните алпийски железопътни линии. Носи същото име Бернина и свързва курорта Сент Мориц в Швейцария с град Тирано в Италия. Минава през прохода Бернина на височина 2253 м, което я прави третата най-висока линия в Швейцария.

## Върхове
Десетте най-високи върхове в масива са:
| Връх        | Височина (м) | Височина (м) |
| ----------- | ------------ | ------------ |
| Бернина     | 4 049        |              |
| Дзупо       | 3 995        |              |
| Бианко      | 3 995        |              |
| Шершен      | 3 971        |              |
| Арджиент    | 3 945        |              |
| Розег       | 3 937        |              |
| Белависта   | 3 922        |              |
| Палю        | 3 905        |              |
| Краст Агуца | 3 869        |              |
| Мортерач    | 3 751        |              |

## Ледници
Запазени са седем ледника, от които повечето и по-големите са от северната страна, но има и от юг. От север се спускат до ниските части на долините, а от юг свършват скоро под хребета. Свързани са помежду си в най-високите части. Най-дълги са Мортерач (7 км), Розег (4 км), Чиевра. Всички са в процесна оттегляне, започнал още в началото на ХХ в. Мортерач например се е „скъсил“ с два километра за последните 120 г.